# Arno Glesius
Arno Glesius (* 22. September 1965 in Koblenz) ist ein ehemaliger deutscher Fußballspieler.
Der an der Untermosel aufgewachsene Sohn eines Winzers spielte in der Jugend für die Vereine SSV Oberfell, TuS Koblenz und TuS Mayen (bis 1984). In seinen ersten beiden Jahren bei den Senioren sammelte er bei den Eisbachtaler Sportfreunden (Amateuroberliga Südwest, 1984/85) und beim FV Bad Honnef (Amateuroberliga Nordrhein, 1985/86) Spielerfahrung.
Im Sommer 1986 verpflichtete ihn der Zweitligist Karlsruher SC, bei dem Winfried Schäfer zu Saisonbeginn 1986/87 als Trainer antrat. Der Verein steckte zu diesem Zeitpunkt nach zahlreichen Wechseln zwischen Bundesliga und 2. Bundesliga in einer finanziellen Krise und konnte sich nur Verstärkungen aus der Jugend sowie aus dem Amateurlager leisten. Neben Torhüter Alexander Famulla und dem Verteidiger Rüdiger Patzschke war der Stürmer Glesius einer von drei Neuzugängen, die sich in dieser Spielzeit einen Platz in der Stammelf sichern konnten. Sein erstes Tor erzielte Glesius am 5. Spieltag beim Auswärtsspiel in Ulm, in insgesamt 35 Einsätzen kam er in seinem ersten Profijahr auf 14 Tore. Trotz einer durchwachsenen Hinrunde, in der der KSC teilweise nur noch 6000 Zuschauer in den Wildpark lockte, belegte die Mannschaft am Rundenende den zweiten Platz und stieg in die Bundesliga auf. Auch zur Bundesligasaison 1987/88 konnte sich der Verein keine prominenten Neuverpflichtungen leisten, zudem war der interne Vorjahres-Torschützenkönig Rainer Schütterle zum VfB Stuttgart gewechselt. So war es in dieser Runde Arno Glesius, der mit neun Treffern die meisten Tore für die Badener erzielte. Das letzte davon war zugleich das wichtigste: Am 34. Spieltag sicherte sein Treffer in der 88. Minute zum 1:1-Ausgleich gegen Eintracht Frankfurt dem KSC den Verbleib in der Bundesliga.
In der Folgesaison 1988/89 setzte Schäfer auf dieselbe Stammformation, Glesius fiel jedoch durch eine Verletzung fast die gesamte Rückrunde aus und kam in dieser Spielzeit nur auf 17 Spiele und vier Tore. Er konnte sich daraufhin nicht mehr in die Stammelf der Badener zurückspielen. 1989/90 kam er nur noch auf 14 Einsätze (1 Tor), davon nur einen über die volle Spielzeit, und auch 1990/91 war er trotz 22 Spielen (6 Tore) eher Ergänzungs- denn Stammspieler, auch, weil die Konkurrenz in der KSC-Offensive durch Neuzugänge (Carl und Rückkehrer Schütterle) sowie eigenen Nachwuchs (Sternkopf, Scholl) inzwischen deutlich größer geworden war. Nach einem weiteren Jahr in Karlsruhe mit nur 2 Spielen (1 Tor) verließ er den KSC im Sommer 1992.
Seine nachfolgenden Stationen waren der Bundesliga-Aufsteiger 1. FC Saarbrücken (1992/93), der nach nur einem Jahr das Oberhaus wieder verlassen musste, sowie der Zweitligist 1. FSV Mainz 05. Dort musste er 1995 nach einer schweren Knieverletzung seine Karriere beenden.
Arno Glesius schoss in insgesamt 90 Bundesligapartien 21 Tore. In der 2. Bundesliga war er in 72 Spielen 21-mal erfolgreich. Zu den sportlichen Erfolgen zählen der Bundesligaaufstieg 1987 sowie 4 U-21 Länderspiele (3 Tore) im selben Jahr.
Am 6. November 2009 wurde Arno Glesius auf der Mitgliederversammlung des Karlsruher SC neben Rolf Hauer zum Vizepräsidenten des Vereines gewählt. Am 20. September 2010 trat er von diesem Amt zurück.

## Privates
Hauptberuflich war der gelernte Groß- und Außenhandelskaufmann seit 2001 kaufmännischer Verwaltungsangestellter bei einer Unfallkasse. Arno Glesius ist verheiratet und hat drei Kinder.
Im Juni 2012 wurden Betrugsvorwürfe gegen Glesius bekannt. Er soll zusammen mit einem zweiten Angeklagten rund 134.000 Euro seines Arbeitgebers unterschlagen haben. Der Prozess begann am 3. Februar 2015, am 18. März wurde er zu einem Jahr und zehn Monaten auf Bewährung verurteilt.